# María Lorena Gutiérrez
María Lorena Gutiérrez Botero (Bogotá, 1 de septiembre de 1968) es una Ingeniera Industrial colombiana. Durante el gobierno de Juan Manuel Santos, se desempeñó como consejera y secretaria presidencial, Ministra de la Presidencia, Ministra de Minas y Energía, y Ministra de Comercio Industria y Turismo. En agosto de 2018 fue nombrada presidenta de Corficolombiana, empresa del Grupo Aval. Posteriormente, en marzo de 2024 fue nombrada presidenta de Grupo Aval.

## Biografía
Es ingeniera industrial y especialista en finanzas de la Universidad de los Andes. Obtuvo una maestría en Administración de la Freeman School of Business, en la Universidad de Tulane (Estados Unidos) y en este último, un Ph.D. en administración con énfasis en finanzas.
Fue decana de la Facultad de Administración de la Universidad de los Andes, profesora del área de finanzas, directora del pregrado en administración y secretaria general de la facultad.
Ha sido miembro del Consejo Directivo de EFMD, miembro del Consejo Asesor Internacional de Durham University, Presidente de la Alianza Iberoamericana Sumaq, miembro de la junta Directiva de CLADEA y de BALAS (Asociación de Negocios para Estudios Latinoamericanos). 
Al inicio del gobierno del Presidente Juan Manuel Santos, María Lorena Gutiérrez fue Alta Consejera Presidencial para el Buen Gobierno y más tarde Secretaría General de la Presidencia.
A la fecha es presidente de Grupo Aval, después de un destacado paso por Corficolombiana, filial del mismo grupo.